# جیانگ چینگ
جیانگ چینگ (به چینی: 李淑蒙) همسر مائو تسه تونگ، رهبر حزب کمونیست چین بود. نام او بیشتر در جریان انقلاب فرهنگی چین و به خاطر تبلیغات او در مورد هنر مائوئیستی مطرح شد.
پس از مرگ مائو در ۱۹۷۶ او به همراه سه نفر از همکارانش که «گروه چهار» را تشکیل می‌دادند، به جرم طراحی کودتا دستگیر و محاکمه شدند. جیانگ در این محاکمه به مرگ محکوم شد، اما این مجازات بعدها به حبس ابد تقلیل یافت.
بسیاری از جریان‌های مائوئیستی سراسر جهان (و در واقع اکثر آن‌ها) حذف «گروه چهار» و عروج جناح‌های دیگری همچون جناح هوآ گوئو فنگ و دنگ ژیائوپینگ را «سلطهٔ رویزیونیسم در چین» می‌دانند و از این رو از جیانگ چینگ به عنوان یکی از مهم‌ترین رهبران خود نام می‌برند.